# Ferdinand Graf Kinsky
Ferdinand Eugen Franz von Assisi Bonaventura Maria Theresia Graf Kinsky von Wchinitz und Tettau (* 25. Oktober 1934 in Prag; † 22. November 2020 in Wien) war ein Politikwissenschaftler und Präsident des wissenschaftlichen Rates vom Europäischen Institut für internationale Hochschulstudien in Nizza. Kinsky ist Begründer des personalistischen Föderalismus. 
Ferdinand Kinsky entstammte einem jüngeren Zweig der fürstlichen Linie des Hauses Kinsky, der bis 1946 auf Schloss Horažďovice ansässig war, und war der ältere Bruder von Hans Kinsky und von Fürstin Maria Aglaë von Liechtenstein. Seine Familie hatte seit dem Adelsaufhebungsgesetz 1919 in der Tschechoslowakei kein Recht, einen Adelstitel im Namen zu tragen. 
Kinsky war er seit 1962 mit Hedwig Gräfin von Ballestrem verheiratet; das Paar hatte vier Kinder. Er starb am 22. November 2020 in Wien an den Folgen von COVID-19.

## Schriften
- Ferdinand Kinsky: Föderalismus. Ein Weg aus der Europakrise. Europa Union Verlag, Bonn 1986, ISBN 3-7713-0279-X (Erweiterte Neuauflage als: Föderalismus. Ein gesamteuropäisches Modell. ebenda 1993, ISBN 3-7713-0456-3).
- Ferdinand Kinsky: L'Allemagne et l'Europe. Fondation Jean Monnet pour l'Europe. Centre de recherches européennes, Lausanne 1995 (2e édition revu et corrigé. Presses d'Europe u. a., Nizza u. a. 1997, ISBN 2-85505-162-2).
- Ferdinand Kinsky, Franz Knipping (Hrsg.): Le fédéralisme personaliste aux sources de l'Europe de demain. Hommage à Alexandre Marc. = Der personalistische Föderalismus und die Zukunft Europas (= Schriftenreihe des Europäischen Zentrums für Föderalismus-Forschung 7). Nomos-Verlags-Gesellschaft, Baden-Baden 1996, ISBN 3-7890-4190-4.
- Ferdinand Kinsky, Solidarität statt Egoismus. Lebensmodell Europa. Sankt-Ulrich-Verlag, Augsburg 2007, ISBN 978-3-86744-019-6.